# 马尼-蒙塔尔洛
马尼-蒙塔尔洛（法語：Magny-Montarlot，法語發音：[maɲi mɔ̃taʁlo]）是法国科多尔省的一个市镇，属于第戎区。该市镇于1860年由原市镇马尼莱索克索讷（Magny-les-Auxonne）和蒙塔尔洛（Montarlot）合并而成。

## 地理
马尼-蒙塔尔洛（47°14'53"N, 5°20'50"E）面积5.94 平方千米，位于法国勃艮第-弗朗什-孔泰大區科多尔省，该省份为法国中东部省份，北起奥布省，西接涅夫勒省和约讷省，南至索恩-卢瓦尔省，东南接汝拉省，东临上索恩省，东北部与上马恩省接壤。
与马尼-蒙塔尔洛接壤的市镇（或旧市镇、城区）包括：蓬塞莱萨泰、维莱莱波、阿泰、索恩河畔拉马什、科隆日和普勒米耶尔。

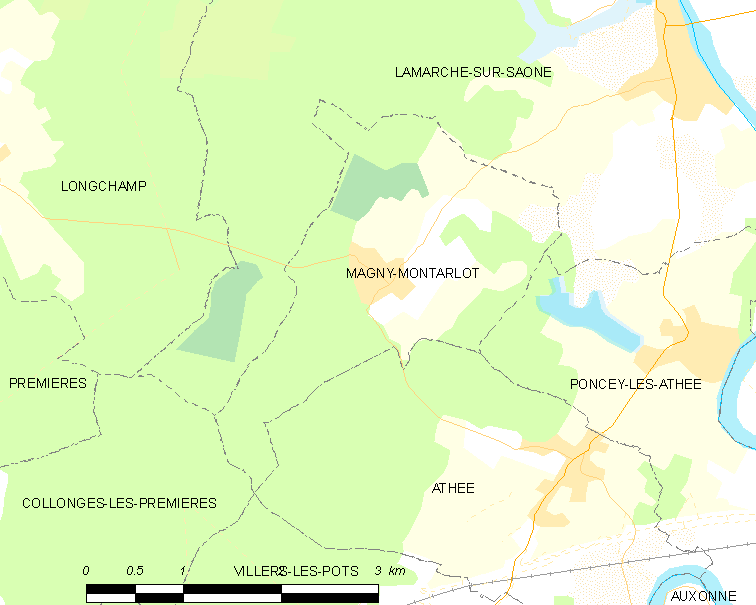
马尼-蒙塔尔洛的OSM定位图

马尼-蒙塔尔洛的时区为UTC+01:00、UTC+02:00（夏令时）。

## 行政
马尼-蒙塔尔洛的邮政编码为21130，INSEE市镇编码为21367。

## 政治
马尼-蒙塔尔洛所属的省级选区为欧克索讷县。

## 人口

1962-2008年间马尼-蒙塔尔洛人口变化图示

马尼-蒙塔尔洛于2022年1月1日时的人口数量为261人。